# Arheološki park Andautonija
Arheološki park Andautonija je arheološko nalazište u mjestu Drenje Ščitarjevsko i gradu Velika Gorica, zaštićeno kulturno dobro.

## Opis
Povijesno – urbana aglomeracija rimskog municipija Andautonija nalazi se na području današnjeg sela Šćitarjevo i pokriva površinu od 40 ha. Razvoj rimskog grada očituje se kroz nekoliko građevinskih faza u razdoblju od 1. do 4. stoljeća. Na položaju Gradišće sačuvana je javna i stambena arhitektura, gradska infrastruktura, dijelovi kamenom opločenih ulica, kvalitetno izvedeni zidovi sa zidnim slikarstvom, podovi s mozaicima i nekropola. Visoko urbanizirani način života očituje se u kompleksu otkrivenom u centru Šćitarjeva veličine 3000 m2 koji predstavlja dio gradske četvrti s ulicama i monumentalnim zgradama od kojih je jedna kompleks gradskog kupališta. Nalazi štukatura, mramornih oplata i zidnih oslika govori o luksuznoj razini i urbanom načinu života rimskog municipija.

## Zaštita
Pod oznakom P-6632 zavedena je kao nepokretno kulturno dobro - pojedinačno, pravna statusa zaštićena kulturnog dobra, klasificirano kao "argraditeljska baština".